# Campionati del mondo di winter triathlon del 2006
I Campionati del mondo di winter triathlon del 2006 (X edizione) si sono tenuti a Sjusjøen in Norvegia, in data 25 marzo 2006.
Tra gli uomini ha vinto il tedesco Benjamin Sonntag. Tra le donne ha trionfato la tedesca Sigrid Mutscheller..
La gara junior ha visto trionfare il norvegese Sindre Buraas.
Il titolo di Campione del mondo di winter triathlon della categoria under 23 è andato allo slovacco Tomas Jurkovic. Tra le donne si è aggiudicata il titolo di Campionessa del mondo di winter triathlon della categoria under 23 la norvegese Lydia Weydahl.
La squadra norvegese ha vinto la staffetta élite maschile. Alla squadra tedesca è andata la staffetta élite femminile.

## Risultati

### Élite uomini
| Pos. | Atleta              | Paese         | Corsa    | Bici     | Sci      | Totale   |
| ---- | ------------------- | ------------- | -------- | -------- | -------- | -------- |
|      | Benjamin Sonntag    | Germania      | 00:29:37 | 00:36:08 | 00:27:04 | 01:34:10 |
|      | Alf Roger Holme     | Norvegia      | 00:29:23 | 00:36:48 | 00:27:23 | 01:34:43 |
|      | Arne Post           | Norvegia      | 00:28:50 | 00:38:47 | 00:26:13 | 01:35:04 |
| 4    | Siegfried Bauer     | Austria       | 00:30:39 | 00:37:45 | 00:28:37 | 01:38:10 |
| 5    | Peter Barton        | Slovacchia    | 00:30:17 | 00:39:17 | 00:27:26 | 01:38:10 |
| 6    | Jiri Zak            | Rep. Ceca     | 00:30:14 | 00:39:49 | 00:27:03 | 01:38:44 |
| 7    | David Roderer       | Germania      | 00:29:23 | 00:38:51 | 00:29:27 | 01:38:55 |
| 8    | Anders Aukland      | Norvegia      | 00:28:51 | 00:43:48 | 00:24:57 | 01:39:05 |
| 9    | Oswald Weisenhorn   | Italia        | 00:30:46 | 00:39:09 | 00:28:04 | 01:39:24 |
| 10   | Heinz Planitzer     | Austria       | 00:29:07 | 00:41:16 | 00:28:10 | 01:39:54 |
| 11   | Andres Hallingstad  | Norvegia      | 00:30:14 | 00:42:01 | 00:26:41 | 01:40:16 |
| 12   | John Anders Gaustad | Norvegia      | 00:30:14 | 00:43:35 | 00:24:51 | 01:40:24 |
| 13   | Daniel Antonioli    | Italia        | 00:29:37 | 00:40:37 | 00:28:59 | 01:40:27 |
| 14   | Thomas Schrenk      | Germania      | 00:30:41 | 00:40:12 | 00:28:21 | 01:40:30 |
| 15   | Jan Holiga          | Slovacchia    | 00:30:12 | 00:40:32 | 00:28:43 | 01:40:49 |
| 16   | Pavel Brydl         | Rep. Ceca     | 00:29:04 | 00:42:46 | 00:27:47 | 01:41:02 |
| 17   | Lars R. Manengen    | Norvegia      | 00:33:00 | 00:38:38 | 00:28:55 | 01:42:06 |
| 18   | Werner Uran         | Austria       | 00:30:44 | 00:41:02 | 00:28:59 | 01:42:13 |
| 19   | Lars Johnsen        | Norvegia      | 00:32:31 | 00:40:51 | 00:27:48 | 01:42:50 |
| 20   | Stefan Frank        | Germania      | 00:29:57 | 00:42:06 | 00:29:25 | 01:43:16 |
| 21   | Christian Frommelt  | Liechtenstein | 00:30:42 | 00:40:01 | 00:31:21 | 01:43:33 |
| 22   | Ole M. Munz         | Norvegia      | 00:30:44 | 00:44:27 | 00:26:55 | 01:43:38 |
| 23   | Daniel Hehle        | Germania      | 00:31:21 | 00:42:24 | 00:29:42 | 01:44:50 |
| 24   | Jasper Blake        | Canada        | 00:29:49 | 00:44:08 | 00:31:08 | 01:46:45 |
| 25   | Even Chiodera       | Norvegia      | 00:33:24 | 00:44:11 | 00:28:37 | 01:47:52 |
| 26   | John Andén          | Svezia        | 00:32:30 | 00:46:21 | 00:29:17 | 01:49:38 |
| 27   | Mike West           | Stati Uniti   | 00:34:48 | 00:41:25 | 00:32:12 | 01:50:28 |
| 28   | Jon Olsen           | Norvegia      | 00:32:54 | 00:48:01 | 00:27:52 | 01:50:33 |
| 29   | Steffen Haak        | Germania      | 00:29:43 | 00:49:33 | 00:32:00 | 01:52:53 |
| 30   | Niclas Andersson    | Svezia        | 00:34:07 | 00:51:50 | 00:30:49 | 01:58:52 |
| 31   | Russel Bollig       | Stati Uniti   | 00:33:26 | 00:52:53 | 00:33:36 | 02:02:06 |
| 32   | Mark Tarnopolsky    | Canada        | 00:34:09 | 00:59:36 | 00:33:52 | 02:09:43 |
| 33   | Carlos Lannes       | Argentina     | 00:35:30 | 01:09:28 | 00:33:28 | 02:20:24 |

### Élite donne
| Pos. | Atleta              | Paese       | Corsa    | Bici     | Sci      | Totale   |
| ---- | ------------------- | ----------- | -------- | -------- | -------- | -------- |
|      | Sigrid Mutscheller  | Germania    | 00:33:09 | 00:35:43 | 00:31:16 | 01:41:24 |
|      | Eva Nyström         | Svezia      | 00:33:09 | 00:39:31 | 00:31:49 | 01:46:14 |
|      | Gabi Pauli          | Germania    | 00:34:31 | 00:38:32 | 00:31:51 | 01:46:14 |
| 4    | Camilla Hott        | Norvegia    | 00:35:24 | 00:39:32 | 00:32:35 | 01:48:54 |
| 5    | Sarka Grabmullerova | Rep. Ceca   | 00:34:07 | 00:40:07 | 00:33:07 | 01:49:06 |
| 6    | Michela Benzoni     | Italia      | 00:36:40 | 00:41:17 | 00:31:08 | 01:50:36 |
| 7    | Giuliana Lamastra   | Italia      | 00:35:09 | 00:40:07 | 00:34:05 | 01:51:16 |
| 8    | Danelle Ballengee   | Stati Uniti | 00:32:59 | 00:42:04 | 00:34:50 | 01:51:51 |
| 9    | Marianne Vlasveld   | Paesi Bassi | 00:37:36 | 00:40:43 | 00:32:49 | 01:52:19 |
| 10   | Marlies Penker      | Austria     | 00:32:56 | 00:42:16 | 00:35:18 | 01:52:22 |
| 11   | Brita C. Mustad     | Norvegia    | 00:35:35 | 00:40:42 | 00:35:05 | 01:52:56 |
| 12   | L'Ubomira Kalinova  | Slovacchia  | 00:33:42 | 00:46:57 | 00:31:01 | 01:53:16 |
| 13   | Maria Kalnes        | Norvegia    | 00:37:21 | 00:40:32 | 00:34:31 | 01:53:47 |
| 14   | Lene Pedersen       | Norvegia    | 00:36:12 | 00:44:24 | 00:32:19 | 01:54:20 |
| 15   | Vibeke S. Norstebo  | Norvegia    | 00:38:53 | 00:43:19 | 00:33:26 | 01:57:04 |
| 16   | Ragnhild Bolstad    | Norvegia    | 00:36:06 | 00:48:00 | 00:32:44 | 01:58:20 |
| 17   | Lisa Jhung          | Stati Uniti | 00:37:42 | 00:48:12 | 00:42:03 | 02:10:28 |
| 18   | Katja Koivulahti    | Finlandia   | 00:39:58 | 00:43:00 | 00:52:11 | 02:16:20 |
| 19   | Julie Hudetz        | Stati Uniti | 00:38:13 | 00:59:01 | 00:50:32 | 02:31:11 |

### Under 23 uomini
| Pos. | Atleta         | Paese      | Corsa    | Bici     | Sci      | Totale   |
| ---- | -------------- | ---------- | -------- | -------- | -------- | -------- |
|      | Tomas Jurkovic | Slovacchia | 00:30:39 | 00:40:30 | 00:30:55 | 01:43:27 |
|      | Thomas Jandl   | Austria    | 00:31:19 | 00:40:31 | 00:30:46 | 01:44:05 |
|      | Peter Viana    | Italia     | 00:30:27 | 00:47:10 | 00:30:32 | 01:49:37 |

### Under 23 donne
| Pos. | Atleta                   | Paese    | Corsa    | Bici     | Sci      | Totale   |
| ---- | ------------------------ | -------- | -------- | -------- | -------- | -------- |
|      | Lydia Weydahl            | Norvegia | 00:34:08 | 00:43:21 | 00:31:10 | 01:49:59 |
|      | Berthe Annette Svenkerud | Norvegia | 00:36:52 | 00:45:50 | 00:32:08 | 01:56:16 |

### Junior uomini
| Pos. | Atleta               | Paese     | Corsa    | Bici     | Sci      | Totale   |
| ---- | -------------------- | --------- | -------- | -------- | -------- | -------- |
|      | Sindre Buraas        | Norvegia  | 00:19:13 | 00:24:15 | 00:13:22 | 00:59:24 |
|      | Christian Grath      | Germania  | 00:20:18 | 00:22:37 | 00:15:32 | 01:00:48 |
|      | Stanislav Groh       | Rep. Ceca | 00:21:05 | 00:22:08 | 00:15:51 | 01:01:43 |
| 4    | Anders Gullhav       | Norvegia  | 00:22:33 | 00:22:57 | 00:14:13 | 01:02:18 |
| 5    | Gjermund Nordskar    | Norvegia  | 00:20:45 | 00:26:03 | 00:14:13 | 01:03:49 |
| 6    | Johan Noraker Nossen | Norvegia  | 00:21:06 | 00:27:42 | 00:12:48 | 01:04:08 |
| 7    | Vegard F. Breen      | Norvegia  | 00:22:25 | 00:24:20 | 00:14:31 | 01:04:08 |
| 8    | Simone Di Mattia     | Italia    | 00:21:25 | 00:24:15 | 00:15:41 | 01:04:20 |
| 9    | Anders Kvikstad      | Norvegia  | 00:20:35 | 00:27:15 | 00:13:51 | 01:05:05 |
| 10   | Hans Christer Holund | Norvegia  | 00:20:18 | 00:28:52 | 00:13:19 | 01:05:42 |
| 11   | Petter Skinstad      | Norvegia  | 00:20:19 | 00:29:44 | 00:13:57 | 01:06:50 |
| 12   | Hans Jorgen Kvale    | Norvegia  | 00:21:23 | 00:30:38 | 00:14:24 | 01:09:36 |
| 13   | Markus Moe           | Norvegia  | 00:20:36 | 00:33:57 | 00:14:54 | 01:12:57 |

## Medagliere
| Pos. | Paese      | Oro | Argento | Bronzo |   |
| ---- | ---------- | --- | ------- | ------ | - |
| 1    | Norvegia   | 2   | 2       | 1      | 5 |
| 2    | Germania   | 2   | 1       | 1      | 4 |
| 3    | Slovacchia | 1   | 0       | 0      | 1 |
| 4    | Svezia     | 0   | 1       | 0      | 1 |
| 4    | Austria    | 0   | 1       | 0      | 1 |
| 6    | Italia     | 0   | 0       | 1      | 1 |
| 6    | Rep. Ceca  | 0   | 0       | 1      | 1 |

## Staffetta

### Élite uomini
| Pos. | Paese    | Totale   |
| ---- | -------- | -------- |
|      | Norvegia | 01:20:18 |
|      | Germania | 01:20:32 |
|      | Austria  | 01:21:57 |

### Élite donne
| Pos. | Paese    | Totale   |
| ---- | -------- | -------- |
|      | Germania | 01:33:28 |
|      | Norvegia | 01:36:49 |
|      | Italia   | 01:41:05 |